# فالكنشتاين (ساكسونيا)
فالكن‌اشتاين زاكسن (بالألمانية: Falkenstein, Saxony) هي بلدة ألمانية تقع في ألمانيا في ساكسونيا.

## المدن التوأمة
مدن هارنيس، شتاين، Strawczyn، أوبرندورف آم نيكار و Falkenstein و Falkenstein هي مدن توأمة لـفالكن‌اشتاين زاكسن.